# Cotovscoe
Cotovscoe (in gagauzo Kırlannar, in russo Котовское) è un comune della Moldavia situato nella Gagauzia di 989 abitanti al censimento del 2004.

## Società

### Evoluzione demografica
In base ai dati del censimento, la popolazione è così divisa dal punto di vista etnico:
| Etnia       | Abitanti | %     |
| ----------- | -------- | ----- |
| Moldavi     | 22       | 2,22  |
| Ucraini     | 7        | 0,70  |
| Russi       | 4        | 0,40  |
| Gagauzi     | 944      | 95,45 |
| Bulgari     | 11       | 1,11  |
| Rumeni      | 0        | 0     |
| Altre etnie | 1        | 0,1   |